# Flip, Flop & Fly
| Recensione              | Giudizio |
| ----------------------- | -------- |
| AllMusic                |          |
| Dizionario del Pop-Rock | [ 2 ]    |

Flip, Flop & Fly è un album discografico di Doug Kershaw, pubblicato dalla casa discografica Warner Bros. Records nel marzo 1977
.

## Tracce

### LP
Lato A
1. Rag Mama Rag – 3:22 (J. R. Robertson)
2. Louisiana Blues – 3:24 (Jo-El Sonnier)
3. Flip, Flop & Fly – 3:50 (Charles Calhoun, Lou Willie Turner)
4. "Twenty-Three" – 3:32 (Doug Kershaw)
5. You Won't Let Me – 3:30 (Doug Kershaw)

Lato B
1. I'm Walkin' – 2:46 (Antoine Domino, Dave Bartholomew)
2. Bad News – 2:36 (John D. Loudermilk)
3. Black Rose – 2:50 (Billy Joe Shaver)
4. I'm a Loser – 3:10 (John Lennon, Paul McCartney)
5. Kershaw's Two Step – 1:33 (Doug Kershaw)
6. Roly Poly – 3:30 (Fred Rose)

## Musicisti
- Doug Kershaw - voce solista, fiddle, accordion, viola-electra, percussioni
- Bill Stewart - batteria
- Marty Vadalabene - batteria, percussioni
- Calvin Arline - basso elettrico
- Max Paul Schwennsen - chitarra elettrica, chitarra acustica, accompagnamento vocale-cori
- Johnny Sandlin - chitarra acustica (brani: Black Rose e Bad News), percussioni
- Jimmy Nalls - chitarra elettrica (brano: Bad News)
- Elvin Bishop - chitarra elettrica (brano: Flip, Flop & Fly)
- Pete Pendras - chitarra elettrica
- Al Kaatz - chitarra elettrica, chitarra acustica
- Neil Larsen - organo, pianoforte, pianoforte elettrico, clavinet, sintetizzatore
- "Dr. John" (Mac Rebennack) - pianoforte (brani: Rag Mama Rag, Bad News e Roly Poly)
- John Hughey - chitarra steel
- Annie Rose DeArmas - accompagnamento vocale-cori
- Bonnie Bramlett - accompagnamento vocale-cori
- Randall Bramblett - sassofono solo (brano: I'm Walkin')
- Ronnie Eades (Muscle Shoals Horn Section) - sassofono baritono
- Harrison Calloway (Muscle Shoals Horn Section) - tromba
- Charles Rose (Muscle Shoals Horn Section) - trombone
- Harvey Thompson (Muscle Shoals Horn Section) - sassofono tenore

Note aggiuntive
- Johnny Sandlin - produttore
- Carolyn Harriss - assistente alla produzione
- Registrazioni effettuate al Record Plant di Sausalito, California (Stati Uniti)
- Tom Flye - ingegnere delle registrazioni
- Steve Fontano - assistente ingegnere delle registrazioni
- Registrazioni aggiunte effettuate al Capricorn Sound Studios di Macon, Georgia (Stati Uniti)
- Kurt Kinzel, Sam Whiteside - ingegneri delle registrazioni
- Remixaggio effettuato al Capricorn Sound Studios di Macon, Georgia (Stati Uniti)
- Johnny Sandlin, Kurt Kinzel e Carolyn Harriss - ingegneri del remixaggio
- David Pinkston - assistente ingegneri del remixaggio
- Lockart - art direction copertina album
- Ken Marcus - fotografie copertina album
- Ringraziamenti speciali a: Mike Barnett, Rizzy e Ron Goldstein e per tutto l'aiuto avuto dalla Warner Bros. Records
- Ringraziamento a Brenda Sandlin[4]

## Classifica
Album
| Anno | Classifica         | Posizione raggiunta |
| ---- | ------------------ | ------------------- |
| 1977 | Top Country Albums | 47                  |

Singoli
| Anno | Titolo del brano | Classifica        | Posizione raggiunta |
| ---- | ---------------- | ----------------- | ------------------- |
| 1977 | I'm Walking      | Hot Country Songs | 96                  |